# Eidgenössische Abstimmung über die Beschaffung neuer Kampfflugzeuge
Die Eidgenössische Abstimmung über die Beschaffung neuer Kampfflugzeuge war ein schweizerisches Referendum. Gegen den Bundesbeschluss über die Beschaffung neuer Kampfflugzeuge vom 20. Dezember 2019 war das Referendum ergriffen worden. Hauptträger des Referendums waren die GSoA, die SP Schweiz und die Grünen Schweiz. Die dafür nötigen 50'000 Unterschriften von Stimmberechtigten waren fristgerecht eingereicht worden. Der Souverän hat am 27. September 2020 nach der negativ gefällten Eidgenössischen Abstimmung über die Beschaffung des Gripen erneut über die Beschaffung von Kampfflugzeugen und die Zukunft der Schweizer Luftwaffe entschieden und die Vorlage mit 50,1 % knapp angenommen.

## Abstimmungsfrage
«Wollen Sie den Bundesbeschluss vom 20. Dezember 2019 über die Beschaffung neuer Kampfflugzeuge annehmen?»

## Abstimmungstext
Die Bundesversammlung der Schweizerischen Eidgenossenschaft, gestützt auf Artikel 28 Absätze 1bis Buchstabe c und 3 des Parlamentsgesetzes vom 13. Dezember 2002, nach Einsicht in die Botschaft des Bundesrates vom 26. Juni 2019, beschliesst:
Art. 1

1 Der Bundesrat wird beauftragt, die Mittel zum Schutz des Luftraums mit der Beschaffung neuer Kampfflugzeuge zu erneuern.

2 Die Einführung der neuen Kampfflugzeuge soll bis Ende 2030 abgeschlossen sein.

Art. 2

1 Bei der Beschaffung neuer Kampfflugzeuge sind folgende Eckwerte einzuhalten:

a. Das Finanzvolumen beträgt höchstens 6 Milliarden Franken (Stand Landesindex der Konsumentenpreise Jan. 2018).

b. Ausländische Unternehmen, die im Rahmen der Beschaffung Aufträge erhalten, müssen 60 Prozent des Vertragswertes durch die Vergabe von Aufträgen in der Schweiz (Offsets) kompensieren, nämlich 20 Prozent durch direkte Offsets und 40 Prozent durch indirekte Offsets im Bereich der sicherheitsrelevanten Technologie- und Industriebasis wie bei folgenden Bereichen:

1. Maschinenindustrie;

2. Metallindustrie;

3. elektronische und elektrotechnische Industrie;

4. optische Industrie;

5. Uhrenindustrie;

6. Fahrzeugbau- und Waggonbau-Industrie;

7. Gummi- und Plastikerzeugnisse;

8. chemische Erzeugnisse;

9. Luft- und Raumfahrt;

10. Informatikindustrie und Software-Engineering;

11. Kooperationen mit Hochschulen und Forschungseinrichtungen.

c. Der Bundesrat stellt bei den Kompensationsgeschäften sicher, dass folgender Verteilschlüssel zwischen den Regionen so weit als möglich eingehalten wird: 65 Prozent entfallen auf die Deutschschweiz, 30 Prozent auf die Westschweiz und 5 Prozent auf die italienischsprachige Schweiz.

2 Die Beschaffung wird der Bundesversammlung in einem Rüstungsprogramm beantragt.

Art. 3

Die Beschaffung neuer Kampfflugzeuge wird mit der parallel laufenden Beschaffung eines Systems der bodengestützten Luftverteidigung grösserer Reichweite zeitlich und technisch koordiniert.

Art. 4

## Meinungsumfragen
| Institut    | Auftraggeber | Datum              | Ja | Eher Ja | Unentschieden Keine Antwort | Eher Nein | Nein |
| ----------- | ------------ | ------------------ | -- | ------- | --------------------------- | --------- | ---- |
| LeeWas GmbH | Tamedia      | 11. September 2020 | 58 | 7       | 1                           | 3         | 31   |
| gfs.Bern    | SRG SSR      | 6. September 2020  | 37 | 19      | 4                           | 13        | 27   |
| LeeWas GmbH | Tamedia      | 28. August 2020    | 48 | 10      | 2                           | 7         | 33   |
| LeeWas GmbH | Tamedia      | 11. August 2020    | 40 | 10      | 3                           | 10        | 37   |
| gfs.Bern    | SRG SSR      | 9. August 2020     | 36 | 22      | 3                           | 15        | 24   |

Bemerkungen: Angaben in Prozent. Das Datum bezeichnet den mittleren Zeitpunkt der Umfrage, nicht den Zeitpunkt der Publikation der Umfrage.

## Abstimmungsresultate

Abstimmungsergebnisse nach Kantonen

| Kanton                           | Ja (%)  | Nein (%) | Beteiligung (%) |
| -------------------------------- | ------- | -------- | --------------- |
| Aargau                           | 56,88 % | 43,12 %  | 56,93 %         |
| Appenzell Ausserrhoden}          | 51,68 % | 48,32 %  | 63,26 %         |
| Appenzell Innerrhoden            | 57,53 % | 42,47 %  | 56,51 %         |
| Basel-Landschaft                 | 49,73 % | 50,27 %  | 57,46 %         |
| Basel-Stadt                      | 36,66 % | 63,34 %  | 59,82 %         |
| Bern                             | 51,41 % | 48,59 %  | 60,27 %         |
| Freiburg                         | 45,65 % | 54,35 %  | 59,25 %         |
| Genf                             | 37,23 % | 62,77 %  | 54,13 %         |
| Glarus                           | 60,25 % | 39,75 %  | 54,51 %         |
| Graubünden                       | 53,03 % | 46,97 %  | 61,39 %         |
| Jura                             | 31,41 % | 68,59 %  | 59,28 %         |
| Luzern                           | 54,86 % | 45,14 %  | 61,11 %         |
| Neuenburg                        | 38,41 % | 61,59 %  | 54,47 %         |
| Nidwalden                        | 65,72 % | 34,28 %  | 65,52 %         |
| Obwalden                         | 62,34 % | 37,66 %  | 67,67 %         |
| Schaffhausen                     | 51,19 % | 48,81 %  | 70,38 %         |
| Schwyz                           | 62,70 % | 37,30 %  | 63,27 %         |
| Solothurn                        | 53,77 % | 46,23 %  | 57,20 %         |
| St. Gallen                       | 53,35 % | 46,65 %  | 59,24 %         |
| Tessin                           | 47,18 % | 52,82 %  | 60,33 %         |
| Thurgau                          | 55,64 % | 44,36 %  | 57,14 %         |
| Uri                              | 62,00 % | 38,00 %  | 59,42 %         |
| Waadt                            | 41,06 % | 58,94 %  | 58,86 %         |
| Wallis                           | 52,02 % | 47,98 %  | 63,68 %         |
| Zug                              | 59,93 % | 40,07 %  | 65,08 %         |
| Zürich                           | 50,26 % | 49,74 %  | 59,62 %         |
| Schweizerische Eidgenossenschaft | 50,14 % | 49,86 %  | 59,42 %         |